# Lijst van voetbalinterlands Anguilla - Saint Kitts en Nevis (vrouwen)
Deze lijst van voetbalinterlands is een overzicht van alle officiële voetbalinterlands tussen de nationale vrouwenteams van Anguilla en Saint Kitts en Nevis. De landen hebben tot nu toe vier keer tegen elkaar gespeeld. 

## Wedstrijden
| № | Plaats     | Datum            | Competitie        | Wedstrijd                       | Uitslag |
| - | ---------- | ---------------- | ----------------- | ------------------------------- | ------- |
| 1 | The Valley | 3 februari 2022  | Vriendschappelijk | Anguilla − Saint Kitts en Nevis | 0 − 3   |
| 2 | The Valley | 5 februari 2022  | Vriendschappelijk | Anguilla − Saint Kitts en Nevis | 0 − 0   |
| 3 | The Valley | 30 juli 2023     | Vriendschappelijk | Anguilla − Saint Kitts en Nevis | 3 − 0   |
| 4 | The Valley | 19 december 2024 | Vriendschappelijk | Anguilla − Saint Kitts en Nevis | 6 − 1   |

## Samenvatting
| Competitie        | Totaal gespeeld | Winst Anguilla | Gelijk | Winst Saint Kitts en Nevis | Doelsaldo Anguilla – Saint Kitts en Nevis |
| ----------------- | --------------- | -------------- | ------ | -------------------------- | ----------------------------------------- |
| Vriendschappelijk | 4               | 2              | 1      | 1                          | 9 − 4                                     |
| Totaal            | 4               | 2              | 1      | 1                          | 9 − 4                                     |